# De Robiano

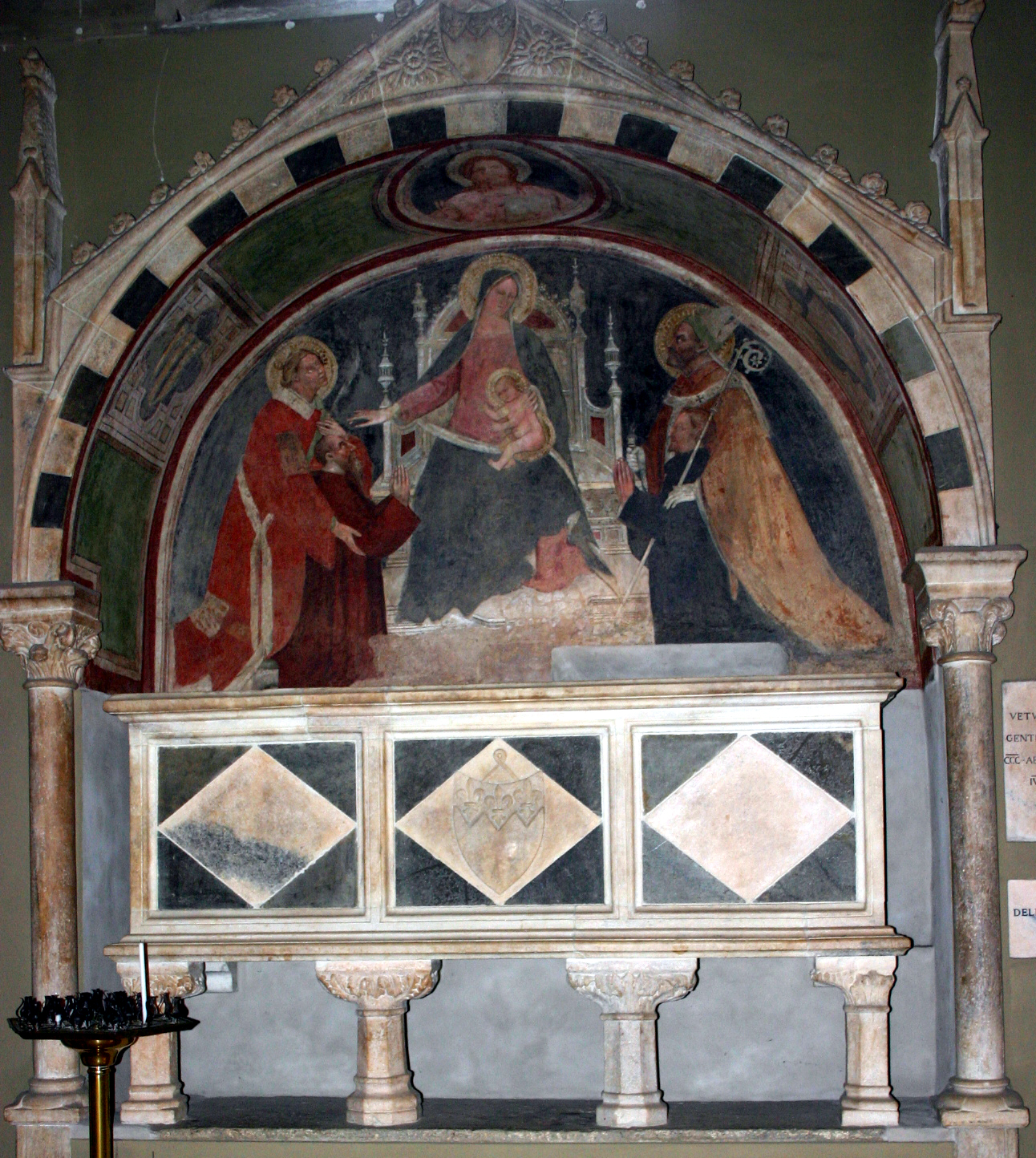
Familiegraf in de basiliek van Santo Lorenzo te Milaan (XIVe eeuw)

De familie de Robiano is een oude van oorsprong ambtsadellijke familie uit Milaan, waarvan een tak zich ook in de Zuidelijke Nederlanden zou vestigen.

## Italiaanse oorsprong
Ze is afkomstig uit Lombardije en ontleent haar naam aan een heerlijkheid in de omgeving van Milaan. De familie telde verscheidene hoge magistraten van deze stad, alsook een bisschop van Bobbio in 1296, een commandeur van de Orde van Sint Jan van Jeruzalem in 1404, een kamerheer van de Hertog van Milaan in de late XVe eeuw, en verscheidene allianties met andere Milanese families zoals onder meer de families Biragos, Casate, della Pusterla, Locarno, Crivelli, Alemani, enz. In 1617 is de tak van de familie die in Italië is gebleven uitgestorven.

## In de Zuidelijke Nederlanden

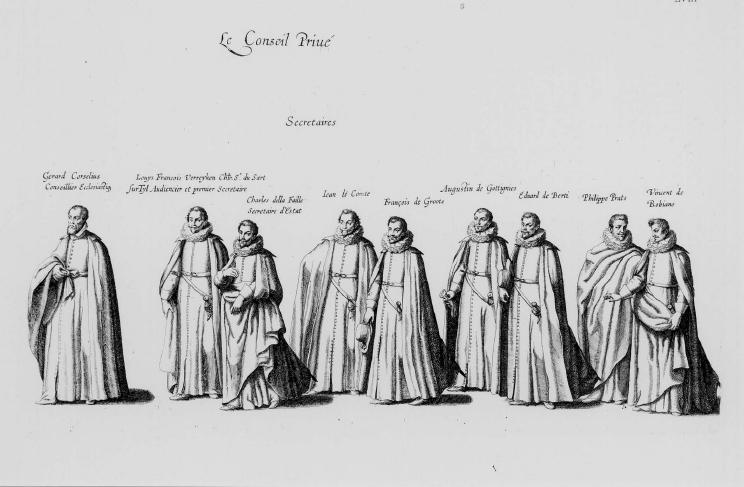
Raadsheren van de Geheime Raad, waaronder Vincent de Robiano, volgen de rouwstoet van aartshertog Albrecht

Onder keizer Karel V, die ook hertog van Milaan was, is een tak zich komen vestigen in de Lage Landen.
In 1606 werd Balthazar de Robiano door de aartshertogen Albrecht en Isabella tot thesaurier-generaal van de Lage Landen benoemd (een functie die automatische opname in de adelstand inhield), en werden hem daarbij ook verschillende diplomatieke missies opgedragen.
- Vincent de Robiano (1587-1655), zoon van Balthazar, was lid van de Geheime Raad.
  - Balthazar de Robiano (1629-1701), zoon van Vincent, was lid van de Geheime Raad.
    - Balthazar Frans de Robiano (1658-1714), zoon van Balthazar, werd in 1712 tot het geslacht Steenweeghs toegelaten.
      - Jan Anton de Robiano (1698-1769), zoon van Balthazar Frans, werd bisschop van Roermond en primaat van het hertogdom Gelre (1745-1769), dit nadat hij het bisdom Brugge en het bisdom Antwerpen had geweigerd.
      - Lodewijk Frans de Robiano (1700-1765), jongere broer van Johannes, was achtereenvolgens lid van de Raad van Brabant, de Raad van State en de Hoge Raad van de Lage Landen in Wenen. Hij kreeg de adellijke titel van burggraaf (1753) en later de bij eerstgeboorte overdraagbare titel van graaf (1754) toegekend. In 1756 keerde hij terug naar Brussel om er de functie van kanselier van Brabant uit te oefenen.
        - Jean-Joseph de Robiano (1733-1785) was de oudste zoon van Lodewijk Frans. Getrouwd met Jeanne de Limpens (1751-1837) had hij drie zonen, van wie nakomelingen voortkwamen.
          - François Xavier de Robiano (1778-1836), zoon van Jean-Joseph de Robiano, was kamerheer van koning Willem I der Nederlanden. Pas in 1828 vroeg en kreeg hij adelserkenning met de overdraagbare titel van graaf. Hij werd lid van het Nationaal Congres, gouverneur van de provincie Antwerpen en senator. Zijn twee zonen, Maurice en Ludovic, werden eveneens senator.
            - Ludovic de Robiano (1807-1887) werd senator, trouwde met Marie-Louise de Beauffort en ze hadden een dochter.
            - Maurice de Robiano (1815-1869) werd senator en verkreeg de uitbreiding van de grafelijke titel voor al zijn nakomelingen. Beide broers bleven echter zonder verdere nakomelingen.

          - Louis-François de Robiano de Borsbeek (1781-1855) werd volksvertegenwoordiger. Hij bekommerde zich niet om een adelserkenning die hem al in 1816 was aangeboden en aanvaardde die pas in 1840. Getrouwd met gravin Amélie von Stolberg-Stolberg, had hij een zoon Frédéric die jezuïet werd, een tweede zoon Alfred die dominicaan werd, een dochter die karmelietes werd en een vierde dochter die trouwde. Ook hier geen verdere opvolging.
          - Eugène de Robiano (1783-1838) werd Belgisch senator. Hij vroeg geen adelserkenning onder het Verenigd Koninkrijk der Nederlanden, die pas in 1848 werd verleend aan zijn weduwe en kinderen.
            - Victor-Emmanuel de Robiano (1807-1864) had 10 kinderen met zijn eerste vrouw Louise de Namur d'Elée (1812-1846) en vijf met de tweede. Via zijn zonen is Victor de enige de Robiano die een (talrijk) nageslacht heeft, tot op heden. Onder zijn kinderen:
              - Marie-Isabelle de Robiano (1835-1891), abdis van de Arme Claren in Brugge, vanaf 1880.
              - Gaëtan de Robiano (1853-1942) had acht kinderen, onder wie:
                - François de Robiano (1889-1968), van wie:
                  - Serge de Robiano (1922-2012), Belgisch ambassadeur.

              - André de Robiano (1855-1911), directeur-generaal Belgisch ministerie van Buitenlandse Zaken.
                - Victor de Robiano (1907-1987), medestichter van Oxfam België.

            - Léon de Robiano (1808-1893) werd senator en, net als zijn zoon, burgemeester van Kasteelbrakel.
              - Stanislas de Robiano (1853-1909) werd eveneens burgemeester van Kasteelbrakel, hij had 3 dochters en het familiedomein in Kasteelbrakel kwam zo bij de familie Cornet de Ways-Ruart.

        - Eugène-Jean de Robiano (1741-1820), jongere zoon van Louis-François, getrouwd met Marie de Norman, werd in 1814 lid van het Voorlopig Bestuur van de Bevrijde Provincies en bekleedde ook de functie van waarnemend gouverneur van het land. 
          - Charles de Robiano (1785-1854), zoon van Eugène, verkreeg adelserkenning en de titel van graaf in 1829. Hij was getrouwd met gravin Marie-Thérèse von Stolberg-Stolberg (1805-1843) en ze kregen vijf dochters en één zoon.
            - Albert de Robiano (1836-1904) trouwde met Berthe van der Straten Ponthoz, dochter van een grootmaarschalk van het Hof. Van zijn vroeggestorven zoon waren er geen nakomelingen en zijn dochter Mathilde trouwde met prins Charles de Croÿ en bracht hiermee het familiedomein in Rumillies bij de familie Croÿ, meer bepaald bij de familietak die onder de naam de Croÿ-Rumillies bekend staat.